# Andrena panfilovi
Andrena panfilovi är en biart som beskrevs av Osytshnjuk 1984. Andrena panfilovi ingår i släktet sandbin, och familjen grävbin. Inga underarter finns listade i Catalogue of Life.